# Georg Hamel
Georg Karl Wilhelm Hamel (Düren, 12 settembre 1877 – Landshut, 4 ottobre 1954) è stato un matematico tedesco. Egli è noto per i suoi studi in Meccanica, in teoria delle funzioni e per le ricerche sui fondamenti della matematica.

## Biografia
Nel 1897 si iscrisse all'Università di Berlino, dove ebbe a conoscere Hermann Schwarz, Ferdinand Frobenius e Max Planck. 
Nel 1900 si trasferì a Gottinga e nel 1901 ottenne il dottorato, sotto la supervisione di David Hilbert,con una tesi che studiava e risolveva il cosiddetto quarto problema di Hilbert (sul numero di geometrie la cui distanza di due punti è una linea retta). L'anno successivo divenne assistente di Felix Klein e poco tempo dopo divenne professore di Matematica all'Università Tecnica di Karlsruhe. 
Hamel nel 1905 si trasferì a Brünn (oggigiorno Brno) dove ottenne la cattedra di Meccanica. Qui rimase fino al 1912, anno in cui ricoprì la stessa cattedra ad Aquisgrana. Nel 1919 si trasferì all'Università di Charlottenburg presso Berlino, dove venne nominato professore di Matematica e Meccanica.
Nel 1933, con l'elezione di Hitler in Germania, per la comunità scientifica cominciarono a sorgere problemi di autonomia dal potere politico. Hamel divenne presidente della Reich Mathematics Association, che cercava di istitutire un ponte tra scienza e società accogliendo favorevolmente i principi del nazismo. Nonostante la sua vicinanza al regime, Hamel continuò ad interessarsi prevalentemente di Matematica e fece pubblicare sulle riviste da lui dirette anche articoli di studiosi non ariani. Dopo la fine della seconda guerra mondiale lavorò presso l'Università Tecnica di Berlino.
Hamel è principalmente noto per le cosiddette basi di Hamel (1905) negli spazi vettoriali. Pubblicò diversi articoli sulla teoria delle equazioni differenziali e le loro applicazioni in Meccanica. 
Hamel morì a Landshut il 4 ottobre 1954.